# Schœnau
Schœnau település Franciaországban, Bas-Rhin megyében. Lakosainak száma 607 fő (2022. január 1.). Schœnau Artolsheim, Richtolsheim, Saasenheim és Sundhouse községekkel határos.

## Népesség
A település népessége az elmúlt években az alábbi módon változott:
| Lakosok száma | 595  | 592  | 606  | 602  | 607  | 613  | 620  | 628  | 607  |
|               | 2013 | 2015 | 2016 | 2017 | 2018 | 2019 | 2020 | 2021 | 2022 |